# Khorovats

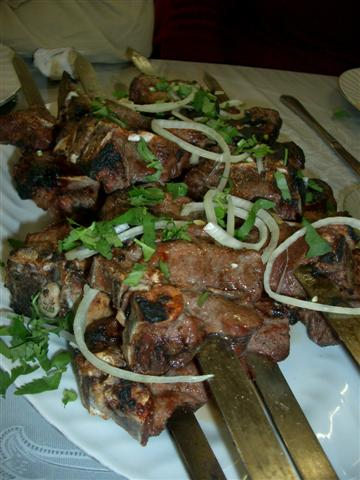
El Khorovats con sus cebollas picadas y ensartado en un 'shampoor' o 'mangal'

El Khorovats es una barbacoa típica de las costumbres culinarias de Armenia, este plato de carne asada tiene para los armenios un significado de fiesta, se trata de un plato servido en un banquete. Se puede hacer este plato en cualquier época del año, existe un refrán armenio que dice que "ganas suficiente si puedes ofrecer a tus amigos tres khorovats al mes". 

## Características
El khorovats se prepara como si fuera un pincho o brocheta en la que se puede poner carne (generalmente de cordero) junto con diferentes verduras. Los pinchos se denominan shampoors y son un elemento muy típico de las khorovats, a veces el khorovats se comparte entre varios vecinos para que sea obligado, de alguna forma, avisarle cuando se desee hacer una barbacoa de este estilo. La elaboración de este plato es considerada entre los armenios como una elaboración que deben hacer los hombres.
Este tipo de plato de carne se suele insertar en pinchos, a veces aunque la tradición dice que es de carne de cordero, este plato es elaborado hoy en día con carne de cerdo.